# UFC Fight Night: Hunt vs. Bigfoot
UFC Fight Night: Hunt vs. Bigfoot (también conocido como UFC Fight Night 33) fue un evento de artes marciales mixtas celebrado por Ultimate Fighting Championship en el Brisbane Entertainment Centre en Brisbane, Australia.

## Historia
Este fue el primer evento que la UFC ha celebrado en Brisbane.
Se esperaba que Brian Melancon se enfrentará a Robert Whittaker en el evento. Sin embargo, Melancon se retiró de la pelea y posteriormente anunció su retiro debido a su riñón. Como resultado, Whittaker fue retirado de la tarjeta también.
Se esperaba que Mitch Gagnon se enfrentará a Álex Cáceres en el evento. Sin embargo, la pelea fue retirada durante la semana previa al evento debido a una supuesta cuestión de visados para Gagnon, restringiendo su entrada en Australia.

## Resultados
1. ↑  Silva dio positivo por elevados niveles de testosterona después de la pelea. Su resultado fue cambiado a Sin resultado, mientras que Hunt se quedó en empate.

## Premios extra
Cada peleador recibió un bono de $50,000.
- Pelea de la Noche: Mark Hunt vs. Antônio Silva
- KO de la Noche: Maurício Rúa
- Sumisión de la Noche: No hubo sumisiones